# Coptopteryx precaria
Coptopteryx precaria är en bönsyrseart som beskrevs av Toledo Piza 1966. Coptopteryx precaria ingår i släktet Coptopteryx och familjen Mantidae. Inga underarter finns listade i Catalogue of Life.